# Power Man and Iron Fist
Power Man & Iron Fist (originellement Luke Cage, Hero for Hire puis Luke Cage, Power Man) est une série de bandes dessinées américaines publiées par Marvel Comics, mettant en vedette les super-héros Power Man et Iron Fist.